# História Augusta
A Historia Augusta é uma coleção de biografias romanas tardias, escrita em latim, sobre os imperadores romanos, seus colegas mais jovens, herdeiros designados e usurpadores de 117 a 284 d.C. Supostamente inspirada na obra semelhante de Suetônio, Os Doze Césares, apresenta-se como uma compilação de obras de seis diferentes autores (conhecidos coletivamente como Escritores da História Augusta (Scriptores Historiae Augustae), escritas durante os reinados de Diocleciano e Constantino I e dirigidas a esses imperadores ou outros personagens importantes na Roma Antiga. A coleção, conforme existente, compreende trinta biografias, a maioria das quais contém a vida de um único imperador, mas algumas incluem um grupo de dois ou mais, agrupados simplesmente porque esses imperadores eram semelhantes ou contemporâneos.
A verdadeira autoria da obra, sua data real, sua confiabilidade e seu propósito há muito são motivo de controvérsia por historiadores e estudiosos, desde que Hermann Dessau em 1889 rejeitou a data e a autoria conforme declaradas no manuscrito. Os principais problemas incluem a natureza das fontes usadas e quanto do conteúdo é pura ficção. Por exemplo, a coleção contém ao todo cerca de 150 supostos documentos, incluindo 68 cartas, 60 discursos e propostas ao povo ou ao Senado e 20 decretos e aclamações senatoriais. Praticamente todos eles agora são considerados fraudulentos.
Na segunda década do século XXI, o consenso geral apoiou a posição de que havia apenas um único autor, que escreveu no final do século IV ou no início do V, que estava interessado em misturar questões contemporâneas (políticas, religiosas e sociais) nas vidas dos imperadores do século III. Há ainda consenso de que o autor usou os elementos fictícios na obra para destacar referências a outras obras publicadas, como Cícero e Amiano Marcelino, em um jogo alegórico complexo. Apesar dos enigmas, é o único relato contínuo em latim durante grande parte de seu período e, portanto, é continuamente reavaliado. Os historiadores modernos não estão dispostos a abandoná-lo como uma fonte única de informações possíveis, apesar de sua óbvia falta de confiança em muitos níveis.